# Wołodymyr Sinkler

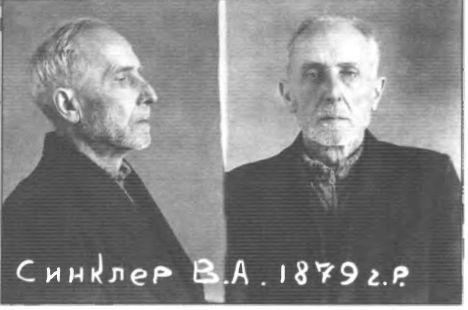
Wołodymyr Sinkler w więzieniu łukianowskim 1945

Wołodymyr Sinkler lub Władimir Sinclair, ukr. Володимир Олександрович Сінклер (ur. 31 grudnia 1878?/12 stycznia 1879 w Nowym Margelanie, zm. 16 marca 1946 w Kijowie) – generał-porucznik armii Ukraińskiej Republiki Ludowej,  szef sztabu Armii URL.

## Życiorys
Zawodowy żołnierz pochodzenia szwedzkiego. Uczył się w orenburskiej szkole kadetów, następnie w latach 1898–1899 w Michajłowskiej Szkole Artylerii. W 1905 ukończył z wyróżnieniem Nikołajewską Akademię Sztabu Generalnego. Generał-major rosyjskiego Sztabu Generalnego, potem generał-porucznik armii URL. Był między innymi w lecie 1918 głównym kwatermistrzem, od marca 1920 do lutego 1921 szef Sztabu Generalnego armii URL.
24 kwietnia 1920 podpisał w Warszawie z ramienia URL umowę warszawską.
W listopadzie 1920 internowany w Polsce, po likwidacji obozów w 1924 zamieszkał w Sosnowcu, pracował jako urzędnik kolei kopalnianej. 13 marca 1945 został aresztowany w Sosnowcu przez Smiersz 1 Frontu Ukraińskiego i wywieziony 4 kwietnia do więzienia łukianowskiego w Kijowie, gdzie zmarł.
Odznaczony: Orderem Świętego Włodzimierza III i IV klasy, Orderem Świętej Anny II, III i IV klasy, Orderem Świętego Stanisława II i III klasy, Krzyżem Symona Petlury.